# Радослав Ковачевић
Радослав Ковачевић Буђони (Средња Добриња, код Ужичке Пожеге, 10. март 1919 — Тјентиште, код Фоче, јул 1942) био је учесник Народноослободилачке борбе и народни херој Југославије.

## Биографија
Рођен је 10. марта 1919. у селу Средња Добриња, код Ужичке Пожеге, у земљорадничкој породици. Основну школу је завршио у родном селу, а гимназију у Ужичкој Пожеги. После завршене гимназије, желео је да студира права на Београдском универзитету, али је најпре отишао у војску, а онда га је рат прекинуо у тој намери.
Напад сила Осовине на Краљевину Југославију, 6. априла 1941. године, затекао га је на одслужењу војног рока. После капитулације Југословенске краљевске војске и окупације земље, избегао је заробљавање и вратио се у родно место. После ослобођења Ужичке Пожеге, 22. септембра 1941. године, добровољно је ступио у Другу пожешку партизанску чету Ужичког партизанског одреда, која је тада била формирана. Са својом четом учествовао је, током октобра, у маршу на Љубовију, преко Пашине Равни и Почете, а од 18. до 20. новембра 1941. године учествовао је у гоњењу четника Драже Михаиловића према Равној Гори. Тада се истакао у борби код села Прањана, где је водио бомбашки двобој с четницима.
Крајем новембра, са четом је учествовао у борбама против немачке 342. дивизије, на Буковима, код Ваљева; у бици на Трешњици и на Карану; као и у одбрани ослобођеног Ужица. Посебно се истакао приликом заштите Врховног штаба, приликом повлачења из Ужица. Учествовао је у свим борбама Ужичког партизанског батаљона у Санџаку до формирања Друге пролетерске бригаде. Приликом формирања Друге пролетерске ударне бригаде, 1. марта 1942. године у Чајничу, Радослав је као истакнути борац постављен за команданта њеног Првог ужичког батаљона. На овој дужности остао је своје до своје погибије, јула 1942. године. У чланство Комунистичке партије Југославије (КПЈ) примљен је 1942. године.
Јуна 1942. године његов батаљон је водио тешке борбе на Живњу, код Гацког, у Херцеговини — његов батаљон, у којем је било 200 бораца, нападали су Италијани и четници са око 6.000 војника. Батаљон је тада бранио прилазе Живњу с три стране. Радосав је тада, као командант батаљона, читаво време борбе ишао од чете до чете и објашњавао план борбе и одбране. У току ове борбе погинуо је и народни херој Петар Лековић, који је био заменик команданта батаљона.
Приликом повлачења, батаљона са овог положаја, Радосав је био тешко рањен у једној колиби. Месец дана касније, јула 1942. године, умро је од задобијених рана у селу Тјентишту, на планини Зеленгори.
Указом Президијума Народне скупштине ФНР Југославије 20. децембра 1951. проглашен је за народног хероја.